# Makiyamaia
Makiyamaia é um gênero de gastrópodes pertencente a família Clavatulidae.

## Espécies
- Makiyamaia coreanica (Adams & Reeve, 1850)[2]
- Makiyamaia cornulabrum Kuroda, 1961[3]
- †Makiyamaia decorata Oleinik 1991 [4]
- Makiyamaia gravis (Hinds, 1843)
- Makiyamaia mammillata Kuroda, 1961[5]
- Makiyamaia orthopleura (Kilburn, 1983)
- Makiyamaia scalaria (Barnard, 1958)
- Makiyamaia sibogae Shuto, 1970[6]
- Makiyamaia subdeclivis (Yokoyama, M., 1926)